# США на летних Олимпийских играх 1972
США на летних Олимпийских играх 1972 года была представлена 400 спортсменами в 21 виде спорта. 
В общекомандном медальном зачёте сборная США спустя 12 лет вновь уступила сборной СССР, как по количеству золотых, так и по общему количеству медалей.
Главными героями игр в составе сборной США стали пловцы, на счету которых 17 золотых медалей. Наиболее успешными Игры стали для Марка Спитца, который в Мюнхене завоевал 7 золотых медалей и стал третьим в истории девятикратным олимпийским чемпионом, а также первым кто завоевал 7 золотых медалей на одних Играх. Его рекорд был побит только в 2008 году, когда Майкл Фелпс завоевал 8 золотых медалей.

## Награды

### Золото
| Золото |                                                        |                                                           |
| №      | Спортсмены                                             | Вид спорта (дисциплина)                                   |
| 1      | Рэй Силс                                               | Бокс (мужчины, до 63,5 кг)                                |
| 2      | Дэн Гейбл                                              | Борьба (мужчины, вольная, до 68 кг)                       |
| 3      | Уэйн Уэллс                                             | Борьба (мужчины, вольная, до 74 кг)                       |
| 4      | Бен Петерсон                                           | Борьба (мужчины, вольная, до 90 кг)                       |
| 5      | Винсент Мэттьюз                                        | Лёгкая атлетика (мужчины, 400 метров)                     |
| 6      | Дейв Уоттл                                             | Лёгкая атлетика (мужчины, 800 метров)                     |
| 7      | Фрэнк Шортер                                           | Лёгкая атлетика (мужчины, марафон)                        |
| 8      | Род Милбёрн                                            | Лёгкая атлетика (мужчины, 110 метров с барьерами)         |
| 9      | Ларри Блэк Эдди Харт Роберт Тейлор Джеральд Тинкер     | Лёгкая атлетика (мужчины, 4×100 метров)                   |
| 10     | Рэнди Уильямс                                          | Лёгкая атлетика (мужчины, 400 метров)                     |
| 11     | Уильям Аллен Уильям Бентсен Бадди Мелджес              | Парусный спорт (мужчины, класс «Солинг»)                  |
| 12     | Марк Спитц                                             | Плавание (мужчины, вольный стиль, 100 м)                  |
| 13     | Марк Спитц                                             | Плавание (мужчины, вольный стиль, 200 м)                  |
| 14     | Майк Бёртон                                            | Плавание (мужчины, вольный стиль, 1500 м)                 |
| 15     | Джон Хенккен                                           | Плавание (мужчины, брасс, 200 м)                          |
| 16     | Марк Спитц                                             | Плавание (мужчины, баттерфляй, 100 м)                     |
| 17     | Марк Спитц                                             | Плавание (мужчины, баттерфляй, 200 м)                     |
| 18     | Марк Спитц Дэвид Эдгар Джерри Хайденрайх Джон Мёрфи    | Плавание (мужчины, вольный стиль, эстафета 4×100 метров)  |
| 19     | Стив Джентер Джон Кинселла Фред Тайлер Марк Спитц      | Плавание (мужчины, вольный стиль, эстафета 4×200 метров)  |
| 20     | Том Брюс Джерри Хайденрайх Майк Стамм Марк Спитц       | Плавание (мужчины, комбинированная эстафета 4×100 метров) |
| 21     | Сэнди Нильсон                                          | Плавание (женщины, вольный стиль, 100 метров)             |
| 22     | Кина Ротхаммер                                         | Плавание (женщины, вольный стиль, 800 метров)             |
| 23     | Мелисса Белоте                                         | Плавание (женщины, на спине, 100 метров)                  |
| 24     | Мелисса Белоте                                         | Плавание (женщины, на спине, 200 метров)                  |
| 25     | Кейти Карр                                             | Плавание (женщины, брасс, 100 метров)                     |
| 26     | Карен Моэ                                              | Плавание (женщины, баттерфляй, 100 метров)                |
| 27     | Ширли Бабашофф Джейн Баркмен Дженни Кемп Сэнди Нильсон | Плавание (женщины, вольный стиль, эстафета 4×100 метров)  |
| 28     | Мелисса Белоте Кейти Карр Дина Диардёрфф Сэнди Нильсон | Плавание (женщины, комбинированная эстафета 4×100 метров) |
| 29     | Микки Кинг                                             | Прыжки в воду (женщины, трамплин, 3 м)                    |
| 30     | Джон Райтер                                            | Стрельба (мужчины, винтовка из трёх положений)            |
| 31     | Лонс Уиггер                                            | Стрельба (мужчины, произвольная винтовка)                 |
| 32     | Джон Уильямс                                           | Стрельба из лука (мужчины, индивидуальное первенство)     |
| 33     | Дорин Уиблер                                           | Стрельба из лука (женщины, индивидуальное первенство)     |

### Серебро
| Серебро | |                                                      |
| №       | Спортсмены | Вид спорта (дисциплина)                              |
| 1       | Джин Клапп, Франклин Хоббс, Билл Хоббс, Пол Хоффман, Клив Ливингстон, Майкл Ливингстон, Тимоти Микельсон, Питер Реймонд, Лоренс Терри                                | Академическая гребля (мужчины, восьмёрки)            |
| 2       | Кеннет Дэвис, Дуглас Коллинз, Том Хендерсон, Майк Бантом, Джонс Бобби, Дуайт Джонс, Джеймс Форбс, Джим Брюер, Томми Барлесон, Том Макмиллен, Кевин Джойс, Эд Рэтлефф | Баскетбол (мужчины)                                  |
| 3       | Ричард Сандерс | Борьба (мужчины, вольная, до 57 кг)                  |
| 4       | Джон Петерсон | Борьба (мужчины, вольная, до 82 кг)                  |
| 5       | Брюс Дэвидсон Кевин Фриман Майкл Пламб Джеймс Уоффорд | Конный спорт (командное троеборье)                   |
| 6       | Фрэнсис Чэпот Кэтрин Каснер Нил Шапиро Уильям Штайнкраус | Конный спорт (командный конкур)                      |
| 7       | Роберт Тейлор | Лёгкая атлетика (мужчины, 100 метров)                |
| 8       | Ларри Блэк | Лёгкая атлетика (мужчины, 200 метров)                |
| 9       | Уэйн Коллетт | Лёгкая атлетика (мужчины, 400 метров)                |
| 10      | Ральф Манн | Лёгкая атлетика (мужчины, 400 метров с барьерами)    |
| 11      | Боб Сигрен | Лёгкая атлетика (мужчины, прыжок с шестом)           |
| 12      | Джордж Вуд | Лёгкая атлетика (мужчины, толкание ядра)             |
| 13      | Джей Сильвестер | Лёгкая атлетика (мужчины, метание диска)             |
| 14      | Мейбл Фергерсон Кейти Хэммонд Мейделин Мэннинг Шерил Туссен | Лёгкая атлетика (женщины, эстафета 4×400 метров)     |
| 15      | Джерри Хайденрайх | Плавание (мужчины, вольный стиль, 100 метров)        |
| 16      | Стив Джентер | Плавание (мужчины, вольный стиль, 200 метров)        |
| 17      | Стив Джентер | Плавание (мужчины, вольный стиль, 400 метров)        |
| 18      | Майк Стамм | Плавание (мужчины, на спине, 100 метров)             |
| 19      | Майк Стамм | Плавание (мужчины, на спине, 200 метров)             |
| 20      | Том Брюс | Плавание (мужчины, брасс, 100 метров)                |
| 21      | Гэри Холл | Плавание (мужчины, баттерфляй, 100 метров)           |
| 22      | Тим Макки | Плавание (мужчины, комплексное плавание, 200 метров) |
| 23      | Тим Макки | Плавание (мужчины, комплексное плавание, 400 метров) |
| 24      | Ширли Бабашофф | Плавание (женщины, вольный стиль, 100 метров)        |
| 25      | Ширли Бабашофф | Плавание (женщины, вольный стиль, 200 метров)        |
| 26      | Сьюзи Этвуд | Плавание (женщины, на спине, 200 метров)             |
| 27      | Дана Шёнфилд | Плавание (женщины, брасс, 200 метров)                |
| 28      | Линн Колелла | Плавание (женщины, баттерфляй, 200 метров)           |
| 29      | Ричард Райдз | Прыжки в воду (мужчины, вышка, 10 метров)            |
| 30      | Виктор Ауэр | Стрельба (мужчины, винтовка лёжа, 50 метров)         |
| 31      | Ленни Бэшшам | Стрельба (мужчины, винтовка из трёх положений)       |

### Бронза
| Бронза | |                                                               |
| №      | Спортсмены | Вид спорта (дисциплина)                                       |
| 1      | Рикардо Каррерас | Бокс (мужчины, до 54 кг)                                      |
| 2      | Джесси Вальдес | Бокс (мужчины, до 67 кг)                                      |
| 3      | Марвин Джонсон | Бокс (мужчины, до 75 кг)                                      |
| 4      | Крис Тейлор | Борьба (мужчины, вольная, свыше 100 кг)                       |
| 5      | Питер Эш, Стивен Барнетт, Брюс Брэдли, Стэнли Коул, Джеймс Фергюсон, Эрик Линдрот, Джон Паркер, Гэри Ширер, Джеймс Слэттон, Расселл Уэбб, Барри Вайценбергер | Водное поло (мужчины)                                         |
| 6      | Джеймс Макиван | Гребля на байдарках и каноэ (мужчины, слалом, каноэ-одиночка) |
| 7      | Нил Шапиро | Конный спорт (индивидуальный конкур)                          |
| 8      | Томас Хилл | Лёгкая атлетика (мужчины, 110 метров с барьерами)             |
| 9      | Ларри Янг | Лёгкая атлетика (мужчины, ходьба на 50 км)                    |
| 10     | Дуайт Стоунс | Лёгкая атлетика (мужчины, прыжок в высоту)                    |
| 11     | Джен Джонсон | Лёгкая атлетика (мужчины, прыжок с шестом)                    |
| 12     | Арни Робинсон | Лёгкая атлетика (мужчины, прыжок в длину)                     |
| 13     | Билл Шмидт | Лёгкая атлетика (мужчины, метание копья)                      |
| 14     | Кейти Хэммонд | Лёгкая атлетика (женщины, 400 метров)                         |
| 15     | Кейт Шмидт | Лёгкая атлетика (женщины, метание копья)                      |
| 16     | Дональд Коэн Чарльз Хортер Джон Маршалл | Парусный спорт (мужчины, класс «Дракон»)                      |
| 17     | Питер Дин Глен Фостер | Парусный спорт (мужчины, класс «Темпест»)                     |
| 18     | Том Макбрин | Плавание (мужчины, вольный стиль, 400 метров)                 |
| 19     | Дуг Нортуэй | Плавание (мужчины, вольный стиль, 1500 метров)                |
| 20     | Джон Мёрфи | Плавание (мужчины, на спине, 100 метров)                      |
| 21     | Митч Иви | Плавание (мужчины, на спине, 200 метров)                      |
| 22     | Джон Хенккен | Плавание (мужчины, брасс, 100 метров)                         |
| 23     | Джерри Хайденрайх | Плавание (мужчины, баттерфляй, 100 метров)                    |
| 24     | Робин Бэкхаус | Плавание (мужчины, баттерфляй, 100 метров)                    |
| 25     | Стив Фёрнисс | Плавание (мужчины, комплексное плавание, 200 метров)          |
| 26     | Кина Ротхаммер | Плавание (женщины, вольный стиль, 200 метров)                 |
| 27     | Сьюзи Этвуд | Плавание (женщины, на спине, 200 метров)                      |
| 28     | Элли Даниэль | Плавание (женщины, баттерфляй, 200 метров)                    |
| 29     | Линн Видали | Плавание (женщины, комплексное плавание, 200 метров)          |
| 30     | Крэйг Линкольн | Прыжки в воду (мужчины, трамплин, 3 м)                        |

## Результаты соревнований

### Академическая гребля
В следующий раунд из каждого заезда проходили несколько лучших экипажей (в зависимости от дисциплины). В финал A выходили 6 сильнейших экипажей, ещё 6 экипажей, выбывших в полуфинале, распределяли места в малом финале B
Мужчины
| Соревнование | Спортсмены          | Предварительный заезд | Предварительный заезд | Предварительный заезд | Отборочный заезд | Отборочный заезд | Отборочный заезд | Полуфинал | Полуфинал | Полуфинал | Финал   | Финал   | Итоговое место |
| Соревнование | Спортсмены          | Заезд                 | Время                 | Место                 | Заезд            | Время            | Место            | Заезд     | Время     | Место     | Время   | Место   | Итоговое место |
| ------------ | ------------------- | --------------------- | --------------------- | --------------------- | ---------------- | ---------------- | ---------------- | --------- | --------- | --------- | ------- | ------- | -------------- |
| одиночки     | Джим Дитц           | 2                     | 7:57,85               | 4                     | 3                | 7:59,13          | 1 Q              | 2         | 8:21,54   | 2 QA      | Финал A | Финал A | 5              |
| одиночки     | Джим Дитц           | 2                     | 7:57,85               | 4                     | 3                | 7:59,13          | 1 Q              | 2         | 8:21,54   | 2 QA      | 7:24,81 | 5       | 5              |
| двойки       | Ларри Хаф Дик Лайон | 2                     | 7:33,16               | 4                     | 1                | 7:37,34          | 2 Q              | 1         | 7:50,26   | 4 QB      | Финал B | Финал B | 9              |
| двойки       | Ларри Хаф Дик Лайон | 2                     | 7:33,16               | 4                     | 1                | 7:37,34          | 2 Q              | 1         | 7:50,26   | 4 QB      | 7:38,64 | 3       | 9              |

### Современное пятиборье
Современное пятиборье включает в себя: стрельбу, плавание, фехтование, верховую езду и бег.
Мужчины
| Соревнование              | Спортсмены                                   | Конкур | Конкур | Конкур | Фехтование | Фехтование | Фехтование | Стрельба  | Стрельба | Стрельба | Плавание | Плавание | Плавание | Бег     | Бег  | Бег   | Всего     | Всего |
| Соревнование              | Спортсмены                                   | Штраф  | Очки   | Место  | Побед      | Очки       | Место      | Попаданий | Очки     | Место    | Время    | Очки     | Место    | Время   | Очки | Место | Результат | Место |
| ------------------------- | -------------------------------------------- | ------ | ------ | ------ | ---------- | ---------- | ---------- | --------- | -------- | -------- | -------- | -------- | -------- | ------- | ---- | ----- | --------- | ----- |
| Индивидуальное первенство | Чарльз Ричардс                               | 40     | 1060   | 14     | 28         | 753        | 31         | 192       | 956      | 8        | 3:21,7   | 1260     | 1        | 14:00,7 | 1045 | 35    | 5074      | 9     |
| Индивидуальное первенство | Джон Фицджеральд                             | 10     | 1090   | 7      | 33         | 848        | 14         | 188       | 868      | 21       | 3:28,5   | 1204     | 4        | 13:55,6 | 1060 | 32    | 5070      | 11    |
| Командное первенство      | Чарльз Ричардс Джон Фицджеральд Скотт Тейлор | 3115   | 3115   | 3      | 2280       | 2280       | 10         | 2450      | 2450     | 10       | 3564     | 3564     | 1        | 3393    | 3393 | 5     | 14 802    | 4     |